# Turniej o Brązowy Kask 1992
Turniej o Brązowy Kask 1992 – zawody żużlowe, organizowane przez Polski Związek Motorowy dla zawodników do 19. roku życia. W sezonie 1992 rozegrano dwa turnieje półfinałowe oraz finał.

## Finał
- 15 września 1992 r. (wtorek), Krosno

| Msc. | Zawodnik            | Klub                        | Pkt |             |  |
| ---- | ------------------- | --------------------------- | --- | ----------- |  |
| 1    | Maciej Bargiel      | KKŻ Krosno                  | 15  | (3,3,3,3,3) |  |
| 2    | Piotr Baron         | Sparta Wrocław              | 14  | (2,3,3,3,3) |  |
| 3    | Ireneusz Kwieciński | KKŻ Krosno                  | 13  | (3,3,3,2,2) |  |
| 4    | Maciej Głód         | Polonia Bydgoszcz           | 11  | (3,1,2,3,2) |  |
| 5    | Waldemar Szuba      | Sparta Wrocław              | 11  | (2,2,2,2,3) |  |
| 6    | Mariusz Szańczuk    | Morawski Zielona Góra       | 9   | (1,2,3,2,2) |  |
| 7    | Mariusz Niemczura   | Unia Tarnów                 | 9   | (2,3,2,1,1) |  |
| 8    | Waldemar Walczak    | Apator Toruń                | 9   | (1,2,2,3,1) |  |
| 9    | Grzegorz Mróz       | Unia Tarnów                 | 6   | (0,1,1,2,2) |  |
| 10   | Jarosław Nowak      | Victoria – Rolnicki Machowa | 5   | (2,0,1,1,1) |  |
| 11   | Piotr Markuszewski  | GKM Grudziądz               | 4   | (0,2,1,d,1) |  |
| 12   | Dariusz Danielewski | GKM Grudziądz               | 3   | (1,1,0,1,0) |  |
| 13   | Paweł Grygolec      | KKŻ Krosno                  | 3   | (1,1,1,-,-) |  |
| 14   | Tomasz Kamiński     | Polonia Bydgoszcz           | 1   | (0,d,t,1,w) |  |
| 15   | Robert Bonin        | Polonia Bydgoszcz           | 0   | (0,d,-,-,-) |  |
| 16   | brak zawodnika      |                             |     |             |  |
|      | rez. Roman Raś      | KKŻ Krosno                  | 6   | (3,0,d,3)   |  |
|      | Marek Dera          | Wybrzeże Gdańsk             |     |             |  |
|      | Adam Fajfer         | Start Gniezno               |     |             |  |
|      | Andrzej Giżycki     | Stal Gorzów Wlkp.           |     |             |  |
|      | Mirosław Bas        | Śląsk Świętochłowice        |     |             |  |

Uwaga: Paweł Grygolec, Grzegorz Mróz, Piotr Markuszewski zastąpili Mirosława Basa, Andrzeja Giżyckiego, Marka Derę i Adama Fajfera.